# Пи Риџ (Западна Вирџинија)
Пи Риџ (енгл. Pea Ridge) насељено је место без административног статуса у америчкој савезној држави Западна Вирџинија.

## Демографија
По попису из 2010. године број становника је 6.650, што је 287 (4,5%) становника више него 2000. године.
| Група             | 2000.         | 2010.         |
| Белци             | 5.995 (94,2%) | 6.162 (92,7%) |
| Афроамериканци    | 103 (1,6%)    | 153 (2,3%)    |
| Азијати           | 164 (2,6%)    | 166 (2,5%)    |
| Хиспаноамериканци | 27 (0,4%)     | 79 (1,2%)     |
| Укупно            | 6.363         | 6.650         |